# 버블버블 인어친구들
버블버블 인어친구들(Bubble Guppies)은 2011년 미국 니켈로디언에서 방영한 애니메이션이다. 한국에서는 니켈로디언 코리아에서 2012년 6월 4일에 처음으로 방영하였다. EBS는 2012년 3월 2일부터 2014년 2월 21일까지 방영하였다. EBS는 시즌 1 끝으로 종영했다.

## 등장 인물
- 몰리

성우: 브리아나 젠틸렐라/박지윤
타고난 리더, 밝고 상냥하며 어른스러운 성격. 똘똘하고 독립적이며 언제나 자신 있는 모습으로 친구들을 이끄는 스타일.
- 길

성우: 재커리 고든/이용신
에너지 넘치는 개구쟁이. 뭐든지 해봐야 직성이 풀리는 적극적인 성격이며 그로 인해 작은 사고를 치기도 하는 덜렁이.
- 고비

성우: 크리스토퍼 보기/조현정
선하고 명랑하며 상상력이 풍부함. 친구들에게 이야기를 잘 해주는 이야기꾼.
- 디마

성우: 그레이스 코프먼/박나연
활발하고 감정이 풍부하며 다소 과장되게 느껴질 정도로 표현력이 좋음. 재미있는 말투와 농담으로 주위 사람들을 즐겁게 해준다.
- 우나

성우: 레이나 샤스칸/김혜인
다정하고 감수성이 풍부하며 착함. 귀엽고 여성스러우며 호기심 많은 친구.
- 노니

성우: 에몬 피루셀로/여민정
머리가 좋고 아는 것도 많지만 매사에 조심스러움. 항상 소극적이고 조용한 반응을 보임. 참여자이기 보다는 관찰자이며 인내력이 있음.
- 그루퍼 선생님

성우: 故 티노 인사나/이장원
인어친구들의 선생님. 유쾌하고 박식하며 아이들을 존중하고 항상 아이들의 호기심을 채워주기 위해 노력함. 망가진 모습을 보이면서까지 아이들과 재미있게 놀아주는 자상한 선생님.